# Hypochalcia affiniella
Hypochalcia affiniella är en fjärilsart som beskrevs av Philipp Christoph Zeller 1848. Hypochalcia affiniella ingår i släktet Hypochalcia och familjen mott. Inga underarter finns listade i Catalogue of Life.